# Ernst Friedrich von Schlotheim
Pour les articles homonymes, voir Schlotheim (homonymie).
Ne doit pas être confondu avec Schlotheim.
Ernst Friedrich von Schlotheim est un paléontologue allemand, né le 2 avril 1764 à Allmenhausen et mort le 28 mars 1832  à Gotha.

## Biographie
Il est conseiller privé et président de tribunal de Gotha. Il est l’auteur de Beschreibungmerkwürdiger Kräuterabdrücke und Pflanzenversteinerungen (1804), Ein Beitrag zur Flora der Vorwelt (1804), Die Petrefakterkunde (1820).
C’est le premier paléontologue à utiliser un système binominal pour désigner les fossiles en Allemagne.

## Publications
- Beschreibung merkwürdiger Kräuter-Abdrücke und Pflanzen-Versteinerungen (Gotha, 1804)
- Beyträge zur Naturgeschichte der Versteinerungen in geognostischer Hinsicht (München, 1817).
- Die Petrefactenkunde auf ihrem jetzigen Standpunkte durch die Beschreibung seiner Sammlung versteinerter und fossiler Überreste des Thier- und Pflanzenreichs der Vorwelt. (Gotha, Becker'sche Buchhandlung, 1820)
- Nachträge zur Petrefactenkunde. (Gotha, Becker'sche Buchhandlung, 1822)